# Jasminum officinale
Jasminum officinale, el jazmín morisco o jazmín común, es una especie trepadora de la familia de las oleáceas nativa del Cáucaso, el norte de Irán, Afganistán, Pakistán, los Himalayas, India, Nepal y China occidental. Se cultiva extensamente en muchos otros países y, en algunos de ellos, como Francia, Italia, Portugal, Rumanía, Yugoslavia, Argelia, Florida y las Indias Orientales, se halla naturalizada.

## Descripción

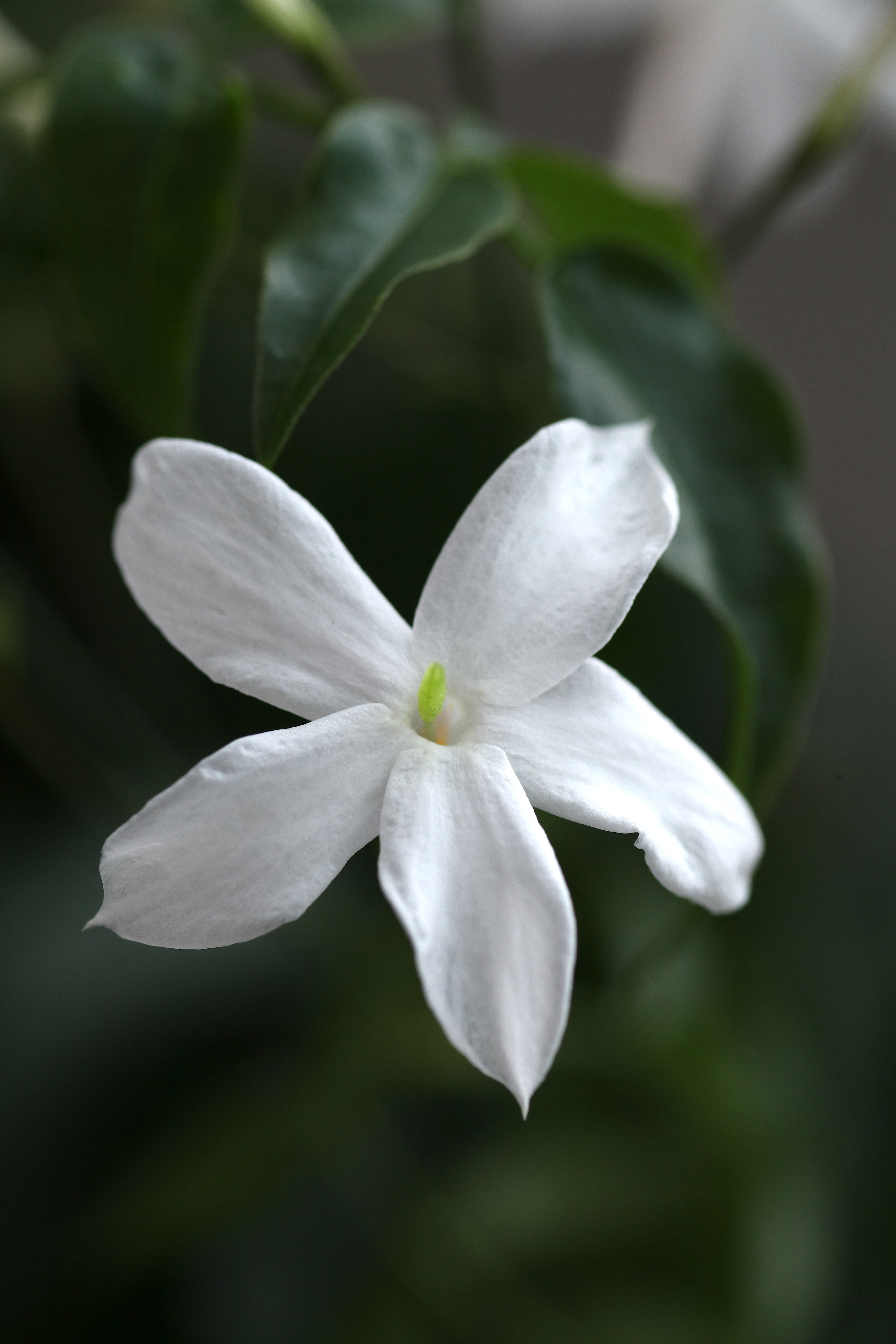
Primer plano de la flor

Trepadora que alcanza hasta seis metros de altura muy ramificado, con hojas compuestas de entre cinco a nueve folíolos lineal-lanceolados de borde entero, penninervados. La inflorescencia surgen en racimos axilares; las flores, hermafroditas, de cáliz tubular, poseen cinco pétalos de color blanco. El fruto es una baya.
Se propaga por esquejes.

## Historia
Es la planta nacional de Pakistán y aparece orlando su escudo.
Su origen, aunque situado en algún lugar de Asia Central, no está bien determinado. Algunos botánicos (H.L.Li, 1992; Coats, 1994) apuntan que en textos del siglo III de China, se menciona a la planta como foránea. En otros textos posteriores del mismo origen se apunta a Bizancio como lugar de origen. Los chinos lo denominan Yeh-shi-ming como adaptación del nombre usado en Persia y Arabia. Su presencia en los jardines europeos llegó probablemente a través de la cultura Normanda en Sicilia. A mediados del siglo XIV, en Florencia, Giovanni Boccaccio en su Decamerón describe un jardín amurallado en el que los paseos del jardín estaban todos tapizados con rosas blancas y rojas y jazmín, de manera que no había ninguna parte del jardín en la que no se pudiera pasear, ya fuera mañana o pleno mediodía bajo una agradable sombra. El agua de jazmín se menciona también en el relato sobre 'Salabetto' en la misma obra.
El jazmín estaba tan naturalizado que hizo pensar a Linneo que era natural de Suiza. Tal era la cantidad de fábricas de extracción de esencias de esta flor en Europa central.
Se cita como planta de jardín londinense en el libro de William Turner Names of Herbes (1548).

El escudo de Pakistán está orlado ambos lados por una guirnalda de jazmines

Al igual que ocurre con otras muchas flores, las variedades dobles de la especie fueron atesoradas durante los siglos XVI y XVII.

## Usos
Se utiliza como planta ornamental en jardines para cubrir muros, pérgolas y glorietas.
Como planta medicinal se conocen sus efectos como antiinflamatorio, antimicrobiano, antioxidante y antiulceroso. Según demostró un estudio en ratas y ratones, el extracto hidroalcohólico de hojas presenta efectos analgésicos y anticonvulsivos.
El aceite esencial presente en las flores es muy utilizado en cosmética, perfumería y aromaterapia.

## Taxonomía
Jasminum officinale fue descrita por  Carlos Linneo y publicado en Species Plantarum 1: 7. 1753.
Etimología
Ver: Jasminum
officinale: epíteto latino que significa "utilizada como hierba medicinal".
Sinonimia
- Jasminum affine Royle ex Lindl.
- Jasminum viminale Salisb.
- Jasminum vulgatius Lam.[12][13]